# ソマリアの国章
ソマリアの国章（ソマリアのこくしょう）は、1956年10月10日に制定された。2頭のヒョウが、イタリアの統治時代を示す白い星が描かれた盾を支えている。以前の国章は1919年6月8日に制定されたが、盾が波線で水平に二分されていた。上半分は青地でヒョウの上に星が描かれていた。

## 過去の国章

イタリア領ソマリランド・イタリア信託統治領ソマリアの国章
イギリス領ソマリランドの国章(1903-1950)
イギリス領ソマリランドの国章 (1950-1960)